# Вацкевич, Виталий Станиславович
Виталий Станиславович Вацкевич (12 февраля 1928, Каменское, Украинская ССР — 15 сентября 1992) — советский футболист, нападающий. Мастер спорта СССР.

## Биография
В 1947—1951 годах играл за «Сталь» / «Металлург» из родного Днепродзержинска. В 1952—1955 годах выступал в составе московского «Торпедо». В 1956—1957 годах за кишинёвский «Буревестник» провёл 32 игры, забил 11 голов. В 1957 году сыграл одну игру за «Торпедо», в 1958 — одну игру за ленинградский «Адмиралтеец», после чего перешёл на тренерскую работу. В 1958—1959 годах тренер в московском «Фрезере», затем работал главным тренером в командах «Днепровец» Днепродзержинск (1961—1962), «Авангард» Тернополь (1963—1964, 1968), «Металлург» Липецк (1965—1966), «Коммунарец» Коммунарск (1967), «Спартак» Петрозаводск (1969—1972), «Луч» Загорск (1974—1976).
Скончался 15 сентября 1992 года.

## Достижения
- Обладатель Кубка СССР: 1952.
- Бронзовый призёр чемпионата СССР: 1953[2].